# حرستا القنطره
حرستا القنطره (به عربی: حرستا القنطرة) یک روستا در سوریه است که در استان ریف دمشق واقع شده‌است.
 حرستا القنطره  ۲٬۵۱۳ نفر جمعیت دارد.